# 청자 상감동채모란문 매병
청자 상감동채모란문 매병(靑磁 象嵌銅彩牡丹文 梅甁)은 붉은색 안료인 진사로 모란 무늬를 상감 기법으로 넣은, 고려청자 매병이다. 1963년 1월 21일 대한민국의 보물 제346호로 지정되었다.

## 개요
청자 상감동채모란문 매병(靑磁 象嵌銅彩牡丹文 梅甁)은 고려 중기에 만들어진 청자 상감 매병으로 높이 34.6cm, 아가리 지름 5.6cm, 밑지름 13.5cm이다.
붉은색 안료인 진사를 사용하여 주된 문양인 모란을 상감 처리했다. 어깨가 풍만하고 허리의 곡선이 매끄러우며, 작은 아가리가 매우 기품있게 마무리 되었고, 4엽의 연꽃 테두리 안에 국화와 덩굴을 흑백상감하였다.
몸통의 3면에는 모란을 크게 흑백상감한 후 모란꽃잎 끝에 붉은 안료를 상감해 넣었다. 굽다리 둘레에는 번개무늬를 연이어 둘렀고, 그 위로는 백상감으로 연꽃잎 모양의 테두리를 만들고, 꽃잎 안에 흑상감으로 풀을 장식해 넣었다.
이와 같이 전체를 3부분으로 나누고, 밑부분에 연꽃잎으로 띠를 두르는 형식은 12세기 전반 순청자 매병에서 보이는 특징이다. 특히 모란 꽃잎 끝에 붉은색 안료를 사용하여, 춤추는 듯한 생기를 더해주고 있다.

## 특징
각진 작은 입과 어깨에서 벌어져 풍만한 몸통 윗부분을 이루었다 좁아져 세워진 곡선을 이룬 전형적인 매병이다.
문양은 흑백상감으로 어깨 부분에 국당초문으로 구성된 4엽형의 복사문을 새겼으며, 몸통에는 3면에 모란절지를 크게 흑백상감 한 후에 모란 꽃잎 끝에 진사ㆍ동채를 상감하였다. 저부에는 연판문대와 뇌문대를 돌려 나타내었다. 모란절지에 상감한 동채는 검붉게 빛깔을 발하고있다.
유약은 담녹청색으로 전면에 곱게 발라졌으며, 미세한 유빙렬이 전면에 나있다. 유려한 곡선의 풍만한 이 매병은 13세기 전반 부안 유천리요에서 제작되었던 것으로 추정되는 작품으로 동채가 상감된 드문 예이다.

## 주해
1. ↑  매병(梅甁)은 아가리가 좁고 어깨가 넓으며 밑은 홀쭉하게 빠진 병이다.
2. ↑  유빙렬(釉氷裂)은 도자기를 가마에서 꺼낸 뒤에 유약이 식으면서 간 금을 이르는 말이다.

## 참고 문헌
- 청자 상감동채모란문 매병 - 국가유산청 국가유산포털
- 본 문서에는 서울특별시에서 지식공유 프로젝트를 통해 퍼블릭 도메인으로 공개한 저작물을 기초로 작성된 내용이 포함되어 있습니다.